# Mashpee River Reservation
Mashpee River Reservation ist ein 248 Acres (1 km²) großes Naturschutzgebiet bei der Stadt Mashpee im Bundesstaat Massachusetts der Vereinigten Staaten, das von der Organisation The Trustees of Reservations verwaltet wird.

## Schutzgebiet
Der namensgebende Mashpee River entspringt im Mashpee/Wakeby Pond und mündet am Cape Cod in die Popponesset Bay. Durch das Schutzgebiet führen 2 mi (3,2 km) Wanderwege, die Teil der Cape Cod Pathways sind.
Das Schutzgebiet befand sich bis zu seiner Einrichtung im Eigentum von John W. Farley, der es seit 1915 nach und nach stückweise erworben und 1959 an die Trustees übereignet hatte. Ein Camp im Schutzgebiet trägt noch heute seinen Namen. Das Gebiet wurde durch eine weitere Schenkung 1979 sowie durch einen Grundstückskauf im Jahr 1998 erweitert.